# Metamorphosis (Glass)
Pour les articles homonymes, voir Metamorphosis.
Metamorphosis de Philip Glass est une œuvre pour piano, comportant cinq parties, composée en 1988.

## Historique
Trop souvent sollicité pour effectuer des tournées avec son ensemble, Philip Glass compose 1000 Airplanes on the Roof de manière que cette œuvre puisse être jouée sans lui, par le Philip Glass Ensemble seul. Retrouvant ainsi du temps libre, Glass peut retravailler à la composition et au piano. C'est au cours de cette période qu'il compose les cinq parties de Metamorphosis. Les parties 3 et 4 ont été composées à la demande de deux théâtres qui souhaitaient mettre en scène La Métamorphose de Kafka. Par la suite, ont été ajoutées les parties 1, 2 et 5 qui reprennent des thèmes provenant de la musique du film The Thin Blue Line d'Errol Morris.
Paradoxalement, le succès immédiat de cette œuvre fut tel que Philip Glass dut faire une tournée et donner de nombreux récitals, alors même que le Philip Glass Ensemble était également en tournée pour interpréter 1000 Airplanes on the Roof.

## Structure
L'œuvre est composée de cinq parties :
1. Metamorphosis One (~ 6 min)
2. Metamorphosis Two (~ 7 min 20)
3. Metamorphosis Three (~ 5 min 30)
4. Metamorphosis Four (~ 7 min)
5. Metamorphosis Five (~ 5 min)

L'exécution de l'œuvre complète dure environ 30 minutes.

## Discographie sélective
- Solo Piano, interprétation de Philip Glass, incluant Metamorphosis I-V, Mad Rush et Wichita Vortex Sutra chez CBS, 1989.
- Aguas da Amazonia, incluant Metamorphosis I, arrangement et interprétation de Uakti, Point Music, 1999
- Piano Music of Philip Glass, Aleck Karis, piano, incluant Wichita Sutra Vortex, Metamorphosis I-V, Mad Rush, Opening, Modern Love Waltz, Romeo, 2000.
- Glass Cage, incluant Metamorphosis I-V, Satyagraha (Act 3, Conclusion) et Mad Rush, Bruce Brubaker, piano, Arabesque Recordings, 2000.
- Glassworlds, vol. 3 - Metamorphosis, Nicolas Horvath, piano, incluant Metamorphosis I-V, The Olympian - Lighting of the Torch and Closing, The Trilogy Sonata, The Late, Great Johnny Ace: Coda, A Secret Solo, Two Pages, Piano Sonatina n°2, Grand Piano Records, 2016.